# Centroclisis dyscola
Centroclisis dyscola är en insektsart som först beskrevs av Luisa Eugenia Navas 1933.  Centroclisis dyscola ingår i släktet Centroclisis och familjen myrlejonsländor. Inga underarter finns listade i Catalogue of Life.